# Öra (ätt)
Öra är ett nutida namn på en svensk medeltida frälseätt vars existens på senare tid har blivit ifrågasatt av medeltidsgenealogen Kaj Janzon i utredningen Vapenlikhetsfällan. Ättnamnet Öra var en konstruktion som stödde sig på att man trodde att det fanns två Karl Öra, far och son, av dessa två har av tidigare medeltidsgenealoger som Claes Annerstedt (1839–1927) och Karl Henrik Karlsson (1856–1909) skapats "ätten Öra", vars existens enligt Janzon är högst tveksam, eftersom Karl Öra enligt Janzon bara är en person, och den enda person som kallats, eller själv har kallat sig Öra, och att andra med liknande vapen skulle härstamma från honom är osannolikt.
Inga söner till Karl Öra är kända, och hans dotter, gift med Karl Gädda har inte gett upphov till någon ätt Öra på spinnsidan. Karl Henrik Karlsson tolkade Karl Öras vapensköld som att den avbildade ett öra, medan andra, senare tolkningar av vapnet mer lutar åt att det rör sig om ett heraldiskt sjöblad, eller att två motsatta sjöblad skulle ha bildat ett stiliserat öra.
Till denna abstrakta ätt Öra har sedan generöst tillfogats olika medeltida personer, vilka idag i släktutredningar kallas N.N. Öra, eller (öra) inom parentes, trots att inte någon släktskap till Karl Öra kan presenteras genealogiskt, och de aldrig har blivit kallade Öra, men vars vapen möjligen påminner om Karl Öras.